# Jugoslávská liga ledního hokeje 1971/1972
Sezóna 1971/1972 byla 30. sezónou Jugoslávské ligy ledního hokeje. Vítězem se stal tým HK Olimpija Lublaň.

## Konečná tabulka
1. HK Olimpija Lublaň
2. HK Jesenice
3. KHL Medveščak
4. HK Kranjska Gora
5. HK Slavija Vevče
6. HK Partizan

## Soupiska mistra -HK Olimpija Lublaň
Janez Albreht, Anton Jože Gale, Bogdan Jakopič, Milan Jan, Vlado Jug, Bojan Kumar, Drago Savič, ... Žvan, Rajko Vnuk, Janez Petač, Janez Puterle, Štefan Seme, Božidar Beravs, Roman Smolej, Rudi Hiti, Ernest Aljančič ml., ... Bahč.